# Zotye SR9
La Zotye SR9 è un'autovettura prodotta dalla casa automobilistica cinese Zotye dal 2016.

## Descrizione
La vettura, che è una SUV di medio-grande dimensioni prodotta per il solo mercato cinese, ha debuttato a novembre 2016. Come anche per la Zotye SR7, la SR9 ha suscitato varie controversie per via dell'estetica e del design molto simile a quello della Porsche Macan.
Nell'agosto 2017 al salone di Chengdu ha debuttato la SR9 HEV, versione ibrida plug-in della Zotye SR9. Il sistema di alimentazione combina il motore termico da 2,0 turbo da 190 CV con un motore elettrico che garantisce secondo i dati dichiarati dalla casa 80 chilometri di autonomia nella sola modalità a corrente.